# Santo Domingo Albarradas
Santo Domingo Albarradas es una localidad del estado mexicano de Oaxaca. Es cabecera del municipio de Santo Domingo Albarradas.

## Demografía
| Censo | Población |
| ----- | --------- |
| 1900  | 546       |
| 1910  | 611       |
| 1921  | 542       |
| 1930  | 612       |
| 1940  | 493       |
| 1950  | 545       |
| 1960  | 602       |
| 1970  | 781       |
| 1980  | 791       |
| 1990  | 763       |
| 1995  | 805       |
| 2000  | 728       |
| 2005  | 729       |
| 2010  | 778       |
| 2020  | 795       |